# Eloeophila latinigra
Eloeophila latinigra är en tvåvingeart som först beskrevs av Alexander 1941.  Eloeophila latinigra ingår i släktet Eloeophila och familjen småharkrankar. Inga underarter finns listade i Catalogue of Life.